# Medonte (filho de Ileu)
Medonte, na mitologia grega, foi um filho bastardo de Ileu que lutou na Guerra de Troia e foi morto por Eneias. Era meio-irmão de Ájax, o menor.
Medonte era filho de Rene e Ileu; Medonte é chamado de filho bastardo. A madrasta de Medonte e esposa de Ileu é chamada Eriópide, e Medonte foi banido da Lócrida após matar um parente da sua madrasta.
No texto (pouco confiável) de (Pseudo-)Higino, a ninfa Rene e Ileu são os pais de Ájax, o menor. No Dictionary of Greek and Roman Biography and Mythology, está escrito que Medonte assassinou Eriópide, parente de sua mãe (sic).
Antes da Guerra, Medonte habitava Fílace, longe de sua terra natal, para onde ele foi exilado, após matar um parente (não mencionado no texto de Homero) da sua madrasta. Quando Filoctetes ficou exilado em Lemnos, após ter sido mordido por uma cobra-de-água, Medonte tornou-se o líder dos sete navios de Metone e da Taumácia, que controlavam as cidades de Melibeia e Olizonte.
Medonte foi morto por Eneias.